# Great Tey
Pour les articles homonymes, voir Tey.
Great Tey est un village et une paroisse civile de l'Essex, en Angleterre.
Great Tey fait partie d'un groupe de villages appelé The Teys, incluant aussi Little Tey et Marks Tey.